# Runcinia sitadongri
Runcinia sitadongri là một loài nhện trong họ Thomisidae.
Loài này thuộc chi Runcinia. Runcinia sitadongri được Pawan U. Gajbe miêu tả năm 2004.